# Boopedon gracile
Boopedon gracile är en insektsart som beskrevs av Rehn, J.A.G. 1904. Boopedon gracile ingår i släktet Boopedon och familjen gräshoppor. Inga underarter finns listade i Catalogue of Life.